# Lars Hultén

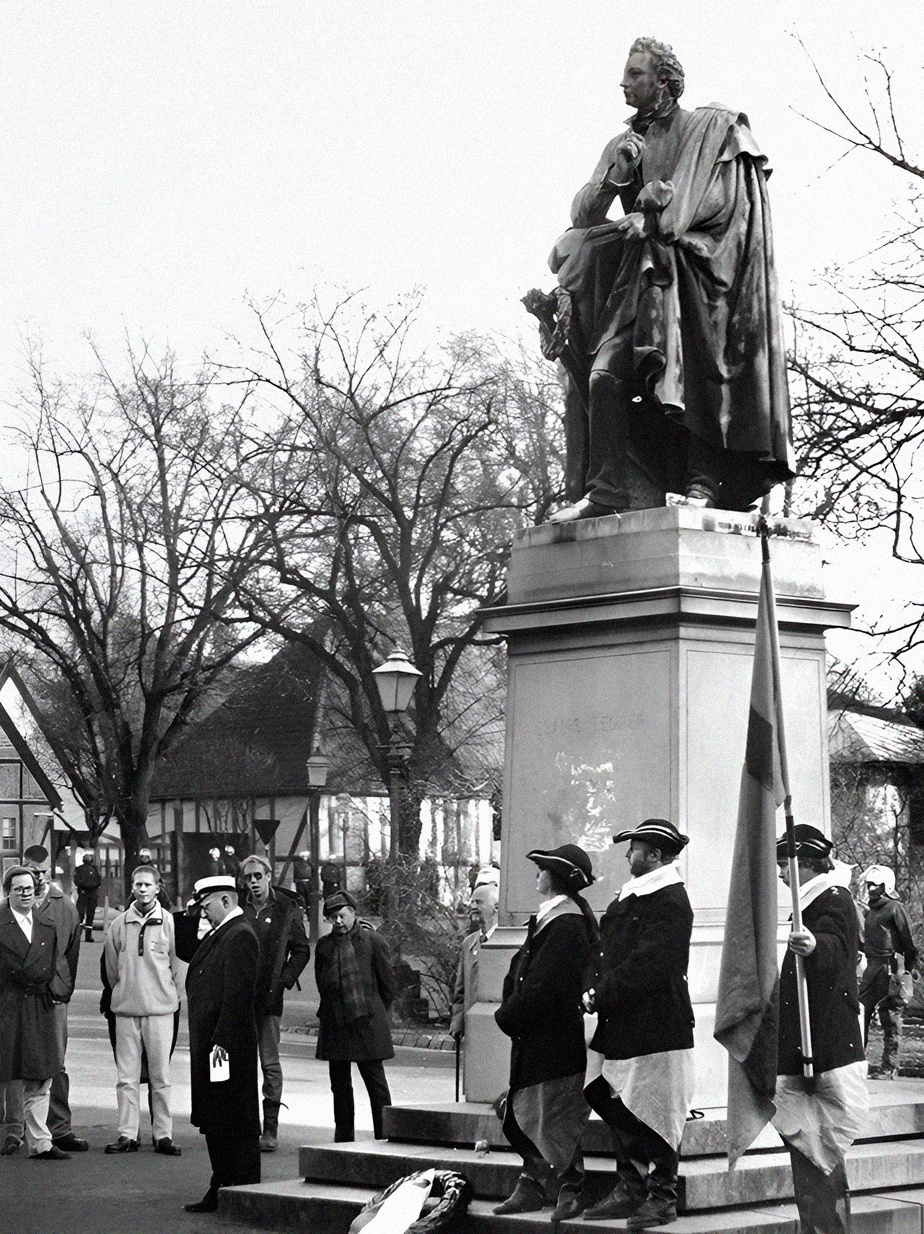
Lars Hultén (i studentmössa) höll sitt sedvanliga tal för 30 Novemberföreningens medlemmar vid Tegnérstatyn i Lundagård 1994.

Lars Anders Gustaf Hultén, född 23 december 1943 i Lund, död 11 augusti 2017 i Stockholm, var en svensk kriminalvårdare och engagerad i Karl XII-firandet i Lund mellan 1965 och till slutet av 1990-talet.
Lars Hultén studerade vid Lunds universitet i slutet av 1960-talet och blev filosofie kandidat. År 1965 blev han ordförande i den då inaktiva 30 novemberföreningen i Lund, namngiven efter Karl XII:s dödsdag, och han återupptog då en sedan 1948 insomnad tradition att lägga ned kransar vid Tegnérstatyn i Lundagård det datumet. Karl XII har sedan 1930-talet hyllats av högerextrema, och det var tidningar som uttalade sig om att kransnedläggningen var tecken på nynazism, men fackeltåget uppmärksammades inte nämnvärt de första åren. År 1971 ställde han upp i kårvalet, med paroller som  "Mer studiemedel till svenskar - mindre till utlänningar" och "Skicka hem alla utlandsstudenter efter avslutade studier". Detta anmäldes för hets mot folkgrupp, vilket lades ned av åklagaren, men uppmärksamheten gjorde Lars Hultén till en lokal kändis och kopplade honom 30 novemberföreningen.
På 1980-talet började skinnskallar medverka vid kransnedläggningen. De bemöttes då av antirasistiska demonstranter, vilket ledde till att även Hultén åter uppmärksammades, i synnerhet när kransnedläggningen ledde till regelrätta kravaller. Han ansåg sig inte vara skyldig till utvecklingen runt firandet.
Efter studierna arbetade han som kriminalvårdare vid Kronobergshäktet i Stockholm. I samband med Karl XII-firandet 1988 gjorde han en serie uttalanden om folkgrupper och svensk flyktingpolitik. Han berättade också att han varit medlem i Bevara Sverige Svenskt, och det ledde till att han omplacerades i sin tjänst på häktet. Han omplacerades som "promenadvakt", det vill säga att övervaka de intagna när de var ute på rast i utrymmen på häktets tak. Kriminalvården motiverade det med att de ville minimera hans kontakter med utländska intagna men Hultén menade att det bröt mot hans åsikts- och yttrandefrihet. Han förlorade i tingsrätten men överklagade och vann i arbetsdomstolen, och återfick sin gamla tjänst hösten 1991. Hultén var också under en kortare period vice ordförande i Sveriges Nationella Förbund.
Hultén var son till läkaren Hjalte Hultén och Eva, ogift Malmgren, samt äldre bror till Carin Stenström och dotterson till Robert Malmgren.
Lars Hultén är begravd på Norra kyrkogården i Lund.